# King Biscuit Flower Hour
King Biscuit Flower Hour — радио-шоу выпускаемое в США с 1973 по 2007 годы, компанией D.I.R. Radio
Network, транслирующее концертные выступления различных
рок-исполнителей.

## История
Концертные записи выходили в эфир по воскресеньям вечером с
1973 до 2007 годы, с 1993 по 2007 годы новые концерты не
записывались, но выходили повторы. Во время своего расцвета,
программы транслировались более чем на 300 радиостанциях по всей
территории Соединенных Штатов. Название шоу происходит от
популярного блюзового радио-шоу «en:King Biscuit Time», которое в
свою очередь спонсировала компания King Biscuit Flour Co. (англ.
«Король муки для печеньев»), и фразы хиппи «en:Flower Power»
(англ .- «Власть цветов»). Первое шоу транслировалось 18 февраля
1973 года и на нём выступили Blood, Sweat & Tears,
Mahavishnu Orchestra, и Брюс Спрингстин. Многолетним ведущим
шоу до середины 1990-х годов был Билл Минкин, чей голос был описан
как «идеальное сочетание энтузиазма хипстера и небрежности
стоунера».
Концерты, как правило, записывались с помощью мобильной
записывающей станции оборудованной в грузовике, затем в течение
нескольких недель сводились и редактировались для трансляции на
радио. В 1970-х годах, записи отправлялись на радиостанции на
магнитной ленте на катушках. В 1980 году D.I.R. начали использовать
формат LP. Первым шоу записанным на компакт-диске стал концерт
Rolling Stones 27 сентября 1987 года.
В 1982 году пожар повредил офисное здание на Манхеттене где
размешалась компания D.I.R.. По сообщениям, многие из
записей этого шоу погибли в огне.
Несмотря на то что с самого начала шоу было тесно связано с
классическим роком, в его поздние годы, оно много эфирного времени
отдавало музыкантам иных жанров рока в том числе исполнителям
новой волны 1970-х и начала 1980-х годов.
В 2006 году права на записи шоу были приобретены компанией
Wolfgang’s Vault.

## King Biscuit Flower Hour Records
В 1992 году после того как основатель шоу Боб Мейровиц продал свою
долю новым собственникам, была сформирована компания King Biscuit
Flower Hour Records, с намерением начать выпуск концертных
альбомов из архивов шоу. Споры об авторских правах не позволили
сделать релизы записей концертов многих популярных исполнителей, но
несколько десятков записей (например, Deep Purple 1976 года) удалось выпустить.